# بارتولومي فلوريس
بارتولومي فلوريس (بالألمانية: Bartolomé Flores) هو نجار ألماني، ولد في 1506 في نورنبرغ في ألمانيا، وتوفي في 11 نوفمبر 1585 في تالاغانتي في تشيلي.